# Список дипломатических миссий Литвы

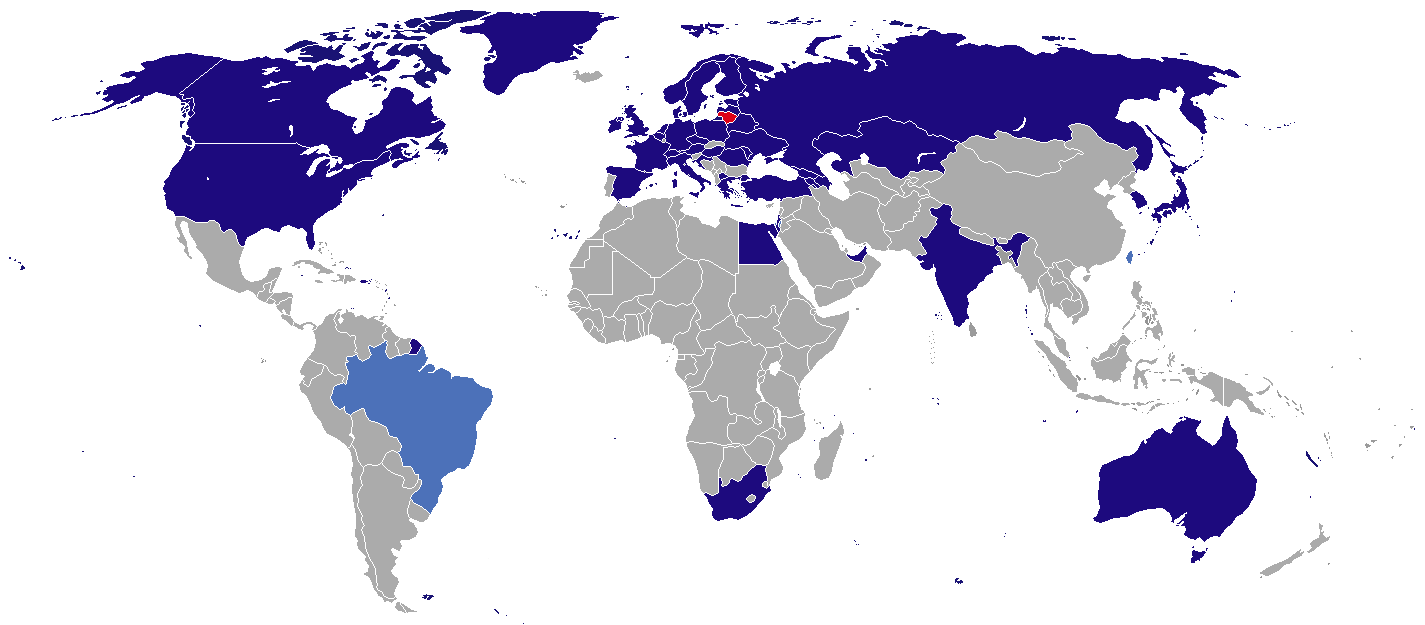

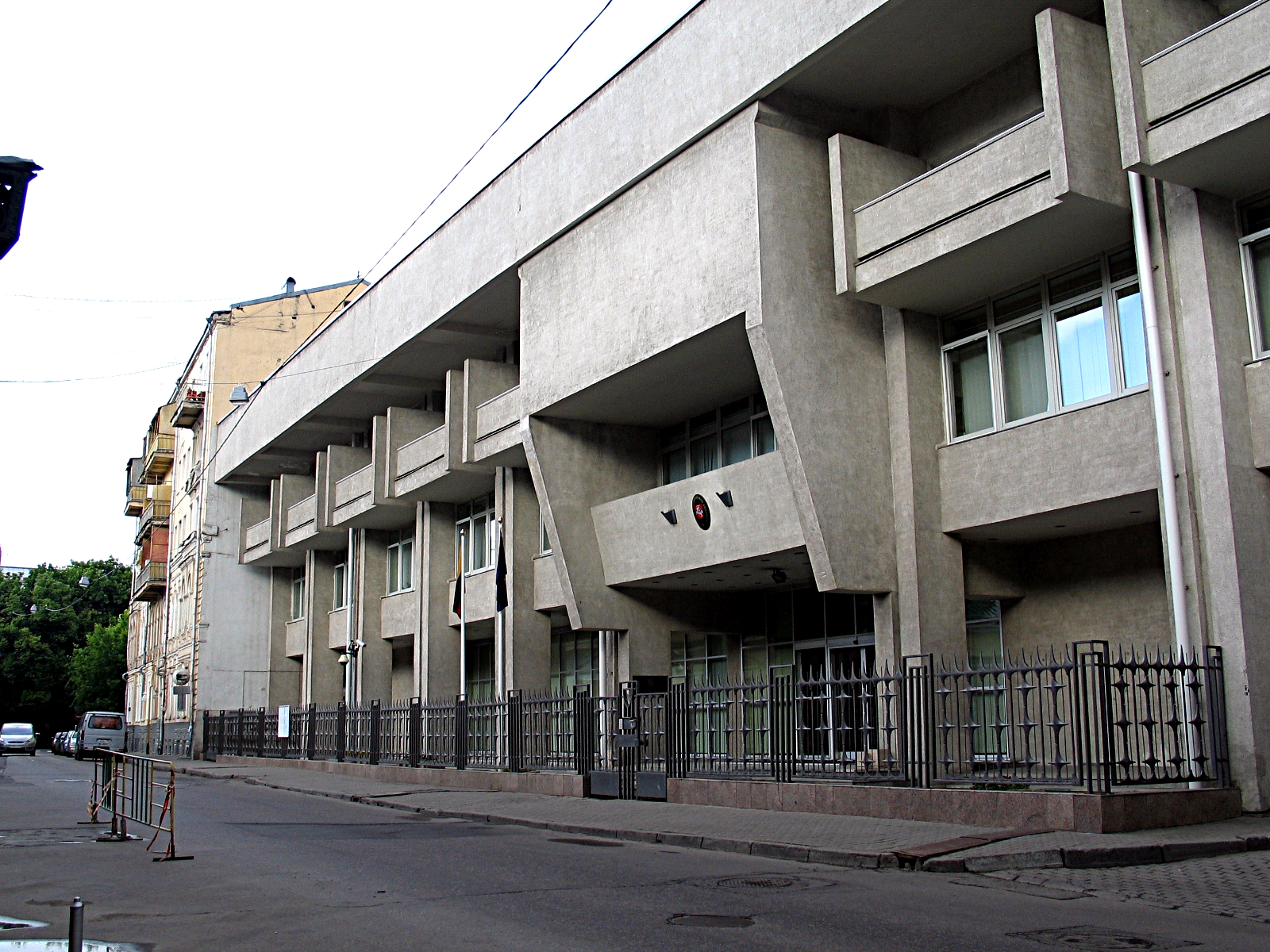
Посольство Литвы в Москве

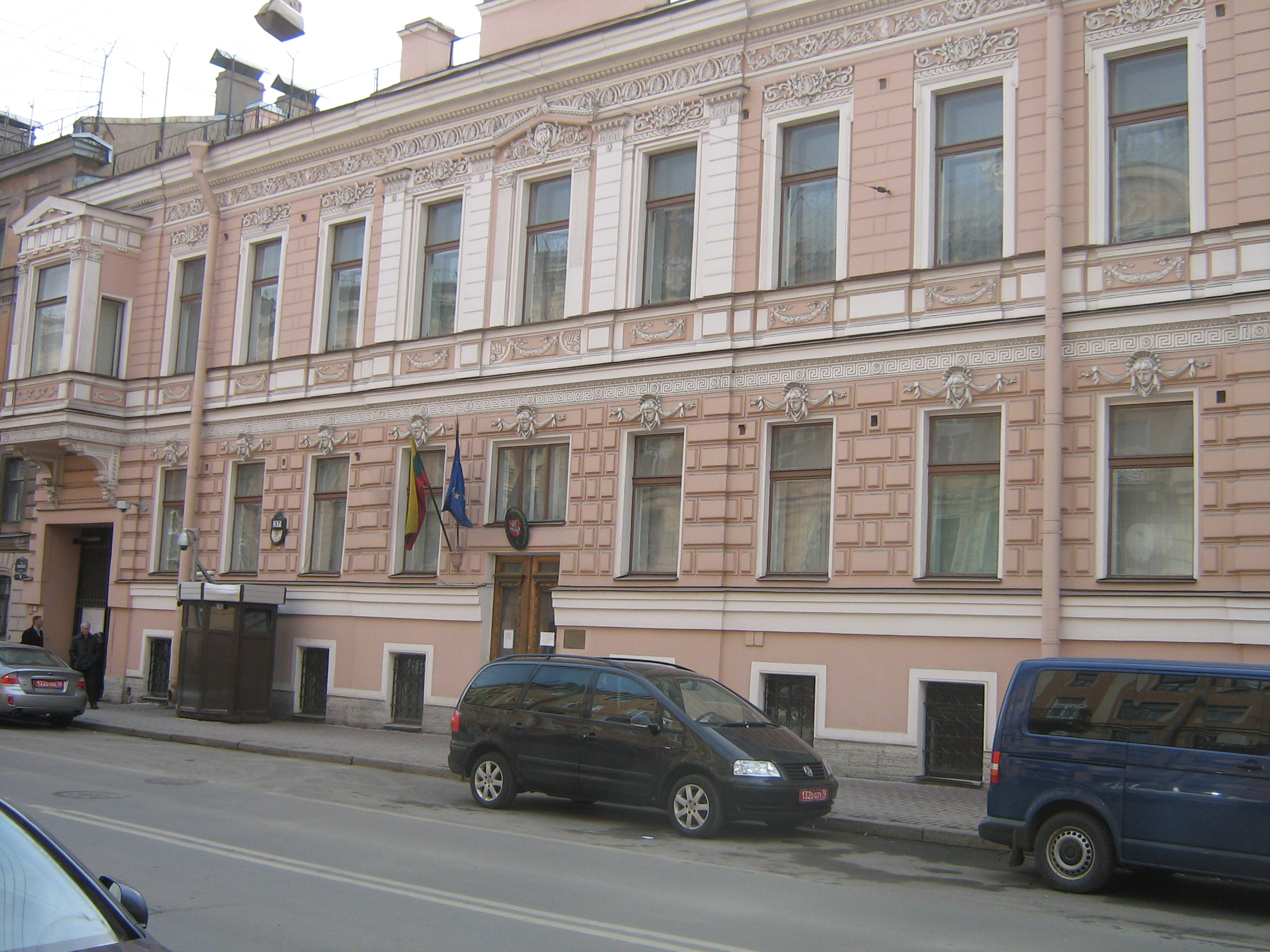
Генеральное консульство Литвы в Санкт-Петербурге

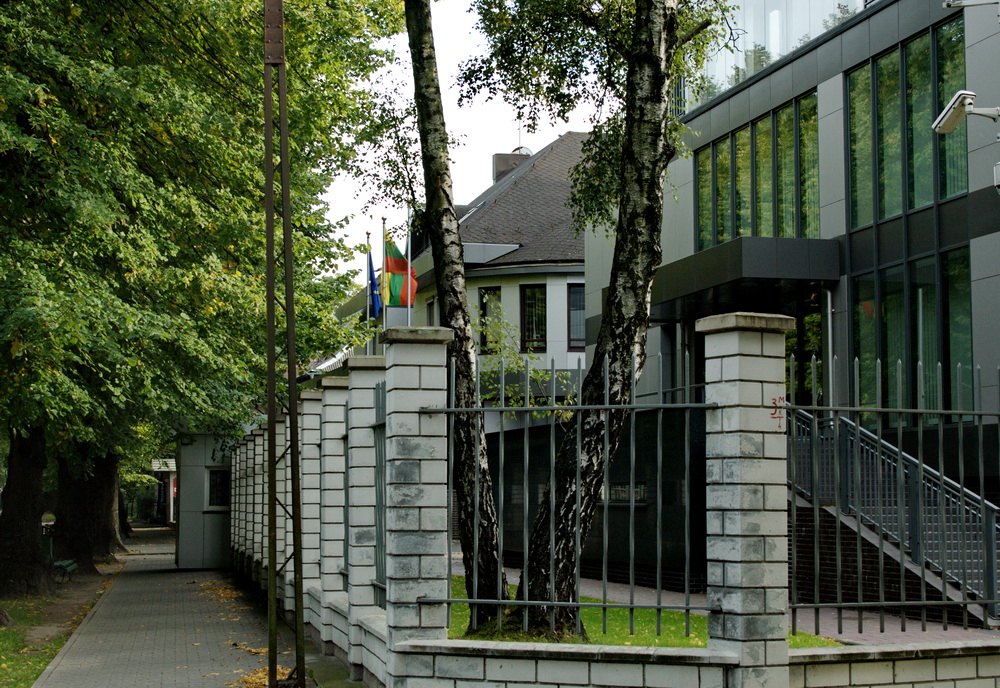
Генеральное консульство Литвы в Калининграде

Список дипломатических миссий Литвы — дипломатические представительства Литвы находятся преимущественно в странах ЕС и СНГ.

## Европа
- Армения, Ереван (посольство)
- Австрия, Вена (посольство)
- Азербайджан, Баку (посольство)
- Белоруссия, Минск (посольство)
- Бельгия, Брюссель (посольство)
- Болгария, София (посольство)
- Чехия, Прага (посольство)
- Дания, Копенгаген (посольство)
- Эстония, Таллин (посольство)
- Финляндия, Хельсинки (посольство)
- Франция, Париж (посольство)
- Грузия, Тбилиси (посольство)
- Германия, Берлин (посольство)
  - Бонн (представительство)
- Греция, Афины (посольство)
- Ватикан (посольство)
- Венгрия, Будапешт (посольство)
- Ирландия, Дублин (посольство)
- Италия, Рим (посольство)
- Латвия, Рига (посольство)
- Молдова, Кишинёв (посольство)
- Нидерланды, Гаага (посольство)
- Норвегия, Осло (посольство)
- Польша, Варшава (посольство)
  - Сейны (консульство)
- Португалия, Лиссабон (посольство)
- Румыния, Бухарест (посольство)
- Россия, Москва (посольство)
  - Санкт-Петербург (генеральное консульство)
  - Калининград (генеральное консульство)
  - Советск (консульство)
- Сербия, Белград (представительство)
- Испания, Мадрид (посольство)
  - Валенсия (консульство)
- Швеция, Стокгольм (посольство)
- Украина, Киев (посольство)
- Великобритания, Лондон (посольство)

## Америка
- Канада, Оттава (посольство)
- США, Вашингтон (посольство)
  - Нью-Йорк (генеральное консульство)
  - Чикаго (генеральное консульство)

## Африка
- Египет, Каир (посольство)

## Азия
- Афганистан, Кабул (представительство)
- Китай, Пекин (посольство)
- Индия, Нью-Дели (посольство)
- Израиль, Тель-Авив (посольство)
- Япония, Токио (посольство)
- Казахстан, Астана (посольство)
- Турция, Анкара (посольство)

## Международные организации
- - Брюссель (делегации при ЕС и НАТО)
  - Женева (постоянное представительство при учреждениях ООН)
  - Нью-Йорк (постоянное представительство при ООН)
  - Париж (постоянное представительство при ЮНЕСКО)
  - Страсбург (постоянное представительство при Совете Европы)
  - Вена (постоянное представительство при учреждениях ООН, IAEA и ОБСЕ).